# Letteratura estone
La letteratura estone è la letteratura redatta in lingua estone.

## L'origine della letteratura estone
Il numero di parlanti estoni è di circa un milione di persone; l'Estonia, a cui i paesi occupanti non davano alcun peso, ha infatti sviluppato relativamente tardi un sistema scolastico e quindi una propria letteratura. Parole estoni si trovano per la prima volta nel Chronicon Livoniae di Enrico, risalente al XIII secolo. Il primo libro in estone, del 1525, fu il Catechismo Luterano, ma venne confiscato in un porto cattolico e bruciato. Il libro estone più antico conservato è del 1535 e venne scoperto nel 1929.
Questi libri e quelli dei secoli seguenti sono stati scritti quasi senza eccezioni da tedeschi del Baltico, per la maggior parte religiosi, che conoscevano l'estone come lingua straniera o al massimo come seconda lingua. Il livello linguistico di questa letteratura lascia molto a desiderare. Nella maggior parte dei casi si tratta di testi religiosi. Ne sono esempio le preghiere (1600-1606) di Georg Müller e la prima poesia estone (1637) di Reiner Brockmann (1609-1647) in alessandrini, un tipo di verso inadeguato per questa lingua.
Lentamente si codificò una lingua scritta estone: Heinrich Stahl scrisse una grammatica, Bengt Gottfried Forselius un abecedario, quindi l'ortografia. Anton Thor Helle (1683-1748) pubblicò nel 1739 la prima traduzione della Bibbia. Con questa si impose la lingua estone del nord nei confronti di quella del sud.

## L'epoca del "risveglio nazionale"
Il primo scrittore estone è considerato Kristjan Jaak Peterson (14 marzo 1801-1822), sconosciuto in vita. Ha scritto una propria lirica estone, ma morì molto giovane. La sua opera venne pubblicata solo nel 1922, nel centenario della sua morte. Il suo compleanno viene festeggiato oggi come "giornata della lingua estone".
L'opera più significativa in lingua estone è il Kalevipoeg, che narra l'epopea nazionale degli estoni. Consiste di circa 20.000 versi in 20 cantiche e fu iniziata da Friedrich Robert Fählmann (1799-1851) per essere poi finita da Friedrich Reinhold Kreutzwald (1803-1882). Il Kalevipoeg ("Figlio di Kalev") si basa su una tradizione orale delle saghe del gigante Kalevipoeg.
Johann Woldemar Jannsen ha scritto il testo dell'inno nazionale Mu isamaa, mu õnn ja rõõm; più importante dal punto di vista della storia della letteratura è stata sua figlia Lydia Koidula (1843-1886) che scrisse poesie patriottiche.
Negli anni 1880 la cultura estone venne oppressa e si impose la russificazione. La situazione migliorò dopo la rivoluzione del 1905 e nel 1918 l'Estonia dichiarò la sua indipendenza. Un importante scrittore estone dell'epoca è stato il lirico Juhan Liiv (1864 - 1913), a cui oggi è dedicato un premio per la letteratura.
In questo periodo fu attivo anche Eduard Vilde (1865-1933), scrisse romanzi e drammi naturalistici, inoltre contribuì a dare una spinta nazionalistica culturale, fu caposcuola della corrente letteraria del Realismo critico. Da citare anche la poetessa Lydia Koidula (1843-1886) il cui volto è raffigurato sulle banconote da 100 Kr.

## Dal 1905 all'occupazione sovietica
Nel 1905 venne fondato il gruppo Giovane Estonia (Noor-Eesti, ispirato al movimento letterario tedesco della Junges Deutschland - Giovane Germania), a cui appartenevano il lirico Gustav Suits (1883-1956) e Friedebert Tuglas (1886-1971) nonché Villem Grünthal-Ridala e Johannes Aavik (1880-1973). Il gruppo aspirava ad un ammodernamento della letteratura estone secondo modelli europei.
Anche Oskar Luts (1887-1953), primo scrittore estone a ricevere il titolo di "Scrittore Nazionale della Repubblica Socialista Sovietica Estone" nel 1945, romanziere di fama, guadagnò la notorietà con il romanzo Primavera (Kevade), come anche il lirico Erst Enno (1875-1934).
Controparte della Giovane Estonia, di stampo soprattutto intellettuale, si formò il movimento Siuru con i suoi rappresentanti principali Henrik Visnapuu (1890-1951) e Marie Under (1883-1980). Questi scrissero poesie sensuali ed erotiche, per i tempi scandalosi, e furono costretti entrambi all'esilio dopo la seconda guerra mondiale.
A. H. Tammsaare (1878-1940) scrisse il ciclo di romanzi Verità e giustizia (Tõde ja õigus, 1926-1933) che, con un realismo psicologico, descrive la società estone della fine del secolo. Del periodo letterario estremamente attivo del periodo tra le due guerre sono degni di nota ancora August Mälk (1900-1987), Karl Ristikivi (1912-1977) con una trilogia di Tallinn e August Gailit.
Nel 1938 venne pubblicata un'antologia lirica con il titolo di Sciamani (Arbujad), con opere di sei poeti che sono definiti come gruppo Arbujad, tra cui Betti Alver (1906-1989) Uku Masing (1909-1985) e Bernard Kangro (1910-1994).

## Letteratura dopo il 1940
Durante la seconda occupazione sovietica molti intellettuali fuggirono in esilio in Svezia. Quelli che rimasero vennero o trascinati nei gulag, dove trovarono la morte, o furono sottoposti a brutali repressioni quali il divieto di pubblicazione, o al cosiddetto "esilio interno".
La letteratura degna di nota di questo periodo venne prodotta soprattutto in esilio, per lo più in Svezia, dove vennero fondati un quotidiano estone e un'associazione di scrittori estoni. Solo negli anni 1950 e 1960 in Estonia prese il sopravvento una nuova generazione. La letteratura sovietica prevedeva solo rappresentazioni realistiche, e quando la censura si inasprì, la letteratura estone si diffuse solo sotto forma di manoscritti.
Lo scrittore estone più noto e significativo del dopoguerra è Jaan Kross (1920-2007) che scrisse soprattutto romanzi storici e fu candidato diverse volte al Premio Nobel per la letteratura. Altri scrittori degni di nota sono Artur Alliksaar (1923-1966) e Ain Kaalep (1921).